# 学校裏サイト
学校裏サイト（がっこううらサイト）とは、ある特定の学校の話題を扱う非公式のコミュニティサイトである。学校非公式サイトともいう。

## 概要
2000年代から日本における携帯電話（フィーチャーホン）が早々とネット接続に対応していたこと、そしてそれが未成年にも普及したことで発生した事象である。
ほとんどが部外者が入れないようパスワードを設定されていたり、学校名で検索してもヒットしないようになっており、そのため検索などで探し出すのは容易ではない。PCからのアクセスを拒否するものもあった。
2008年3月に文部科学省が発表した「青少年が利用する学校非公式サイトに関する調査報告書」では38260サイトが確認されたとしている。ただし、この報告書においては、2ちゃんねる、ミルクカフェ、Yahoo!掲示板などのいわゆる巨大掲示板の中のスレッドも1つとして数えているため、これらを除外すると4733サイトとなる。
情報社会論を専門とする下田博次・群馬大学大学院社会情報学部教授は、こうした匿名掲示板を2004年頃から追跡を始めている。裏サイトがいつ頃広まったかは不明だが、2002年頃には既に存在していたとされる。『NEWS23』の取材スタッフが下田の研究室を訪れた際、裏サイトの調査資料を偶然目にした事がきっかけで、この時点ではさほど注目されなかったが、同年12月にFM群馬が、裏サイトをメインに据えた内容の番組を放送。年明けから各メディアで特集が組まれるようになるなど社会問題として注目され始める。2007年9月に神戸市須磨区の滝川高校いじめ自殺事件で、裏サイトに被害者の男子生徒に対して、誹謗中傷や脅迫紛いの文章を書き込んでいた事がセンセーショナルに取り上げられ、以後いじめ関連の報道の中で頻繁に取り上げられるようになり、2007年 - 2008年に放送されたテレビドラマ『3年B組金八先生』の第8シリーズで題材のひとつとして選ばれたことから一般への知名度があがった。
共同通信の報道によると、この事件の際には書き込んだ内容が名誉棄損的な内容ではなく、侮辱的書き込みであったために、書き込んだ者のみが処罰され、管理人側には幇助罪が適用されることはなく嫌疑不十分で不起訴処分となっている。これは、法定刑が拘留または科料のみの罪については、刑法64条により教唆、幇助が犯罪とならないところ、侮辱罪の法定刑は拘留または科料のみだからである（2022年6月13日に侮辱罪を厳罰化する刑法改正案が成立し、2022年7月7日に施行日以降は侮辱幇助罪を処罰することが可能となった）。一方、民事では2008年5月に、管理人の責任を認めて55万円の損害賠償の支払いを命じる判決が出されている。
スマートフォン時代になるとこうした裏サイトの役割はSNSに移転されるようになり、「LINEいじめ」やtwitterでの鍵アカウントの悪用が問題になった。

## 問題点
こうした匿名掲示板には、実名を挙げての誹謗中傷や猥褻画像が大量に書き込まれているとされる。このうち、誹謗中傷については、神戸での事件でも問題になったように、在校生などが標的になる他、東京都児童相談センター児童心理司・山脇由貴子の『教室の悪魔：見えない「いじめ」を解決するために』では、在校生の保護者に関するデマがサイト内で流されて、最終的に被害者が転校を余儀無くされるという事例も紹介されている。
またイニシャルや伏字などでの誹謗・中傷が行われることもあるため、特定の個人ではなく該当のイニシャルを持つ全員が被害に遭う可能性もある。
2008年に横浜市が行った調査では、市内にある145の中学校のうち68の中学校で学校裏サイトへの削除依頼を行ったことがあるとされるが、この際、削除依頼を担当した教職員も誹謗中傷の標的となるケースが少なくないという。

## 対策
2007年12月13日、PC版の学校裏サイトの一覧表を掲載したサイトが閉鎖したため、一覧サイトへのアクセスが一時的に不可となっていた。その後、2008年5月29日にサイブリッジが、学校裏サイトの検索ができる「学校裏サイトチェッカー」のサービス提供を開始。裏サイトを発見した人が登録申請するナレッジ共有型のデータや、社内外の有志で組織された「チェッカーズ」と呼ばれるボランティアスタッフと協力しながら学校裏サイトの収集にあたっていた

。